# 勝山城 (下野国)
勝山城（かつやまじょう）は、栃木県さくら市にあった中世の日本の城。宇都宮氏一族の氏家氏の居城、のちに芳賀氏の支城だった。別名を氏家城。

## 歴史・沿革
建久年間（1190年 - 1199年）に氏家公頼が築城し氏家氏の城となる。
南北朝時代（1336年 – 1392年）、氏家綱元の時に氏家氏の家系が絶えてしまい、芳賀高家の子・芳賀高清が飛山城から移り住み、芳賀氏の城となった。
1597年（慶長2年）に主家の宇都宮国綱が豊臣秀吉によって改易されると勝山城も廃城となった。
現在は、勝山公園とさくら市ミュージアムとなっている。

## 構造
自然の地形を利用した平山城で、西側には鬼怒川が流れている。
本丸、二の丸、三の丸からなり、本丸をL字型に二の丸、三の丸が囲む連郭式の縄張りで、本丸は幅が約15mある空堀に守られていた。
本丸は、内径東西80m、南北70mの方形で、囲む土塁は高さ3-5m、堀底からは7-8mあり、東側の入口には堀に四脚の橋が架けられていた。入口の北側に櫓台が張り出しており、横矢掛けする構造だった。

## 城主
- 芳賀高清
- 芳賀綱高
- 芳賀高秀
- 芳賀高繁
- 芳賀高景